# 堀口安彦
堀口 安彦（ほりぐち やすひこ、1959年 - ）は、日本の細菌学者。大阪大学微生物病研究所教授（分子細菌学分野）。“細菌毒素”の研究で知られる。

## 略歴
大阪市出身。1978年、大阪府立清水谷高等学校卒業。1982年、大阪府立大学農学部獣医学科卒業。1987年、大阪府立大学大学院農学研究科博士課程修了。農学博士(応用獣医学)。同年、社団法人北里研究所の研究員に。1990年から大阪大学微生物病研究所。1992年助手、1998年助教授、2001年から教授。1996年には日本細菌学会黒屋奨学賞を受賞している。「細菌学・若手コロッセウム」第一回世話人。

## 著書
- 細菌性病原因子研究の基礎的手技と臨床検査への応用(1993年、菜根出版：編集協力 ISBN 978-4782000946 )
- 細菌毒素ハンドブック(2002年、サイエンスフォーラム：編集協力 ISBN 978-4916164544 )